# پتاسیم هیدروژن فتالات
پتاسیم هیدروژن فتالات (به انگلیسی: Potassium hydrogen phthalate) یک ترکیب شیمیایی با شناسه پاب‌کم ۱۳۴۱۳ است. شکل ظاهری این ترکیب، جامد سفید یا بی رنگ است.